# یوکی کودو
یوکی کودو (انگلیسی: Youki Kudoh؛ زادهٔ ۱۷ ژانویهٔ ۱۹۷۱) یک هنرپیشه اهل ژاپن است. وی از سال ۱۹۸۴ میلادی تاکنون مشغول فعالیت بوده‌است.
او در فیلم بارش برف روی سروها بازی کرده‌است.